# Josef Vlasák (politik)
Josef Vlasák (11. srpna 1914 – ???) byl český a československý politik Komunistické strany Československa a poúnorový poslanec Národního shromáždění ČSR.

## Biografie
V roce 1948 se uvádí jako rolník a předseda okresního výboru Jednotného svazu českých zemědělců, bytem Bukovany. V roce 1950 už byl krajským předsedou Jednotného svazu českých zemědělců.
Ve volbách roku 1948 byl zvolen do Národního shromáždění za KSČ ve volebním kraji Liberec. V parlamentu zasedal do konce funkčního období, tedy do voleb roku 1954.